# Mustela erminea

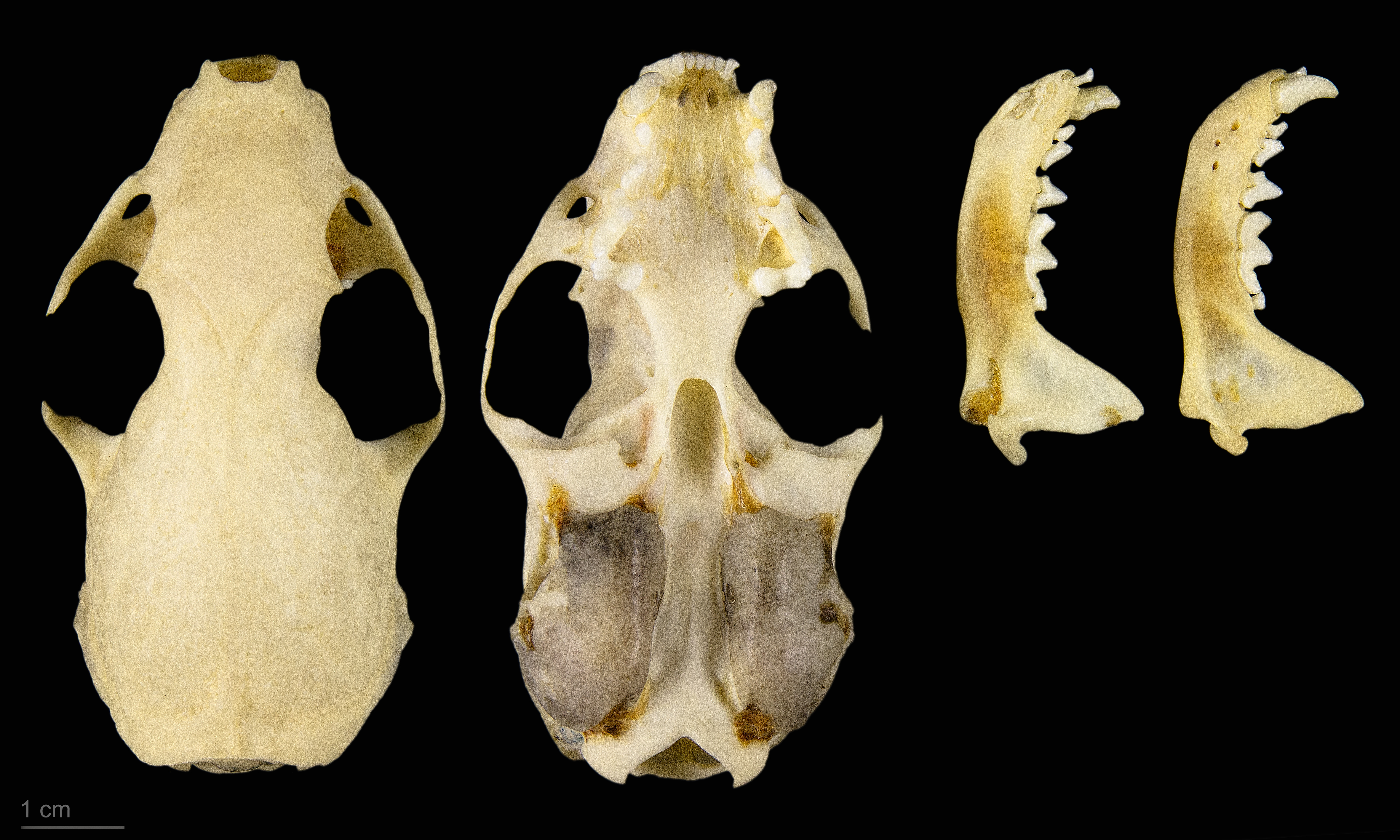
Mustela erminea - Museo di Tolosa

L'ermellino (Mustela erminea) è un piccolo mammifero della famiglia dei Mustelidi, diffuso in Europa, Asia e Nord America.

## Descrizione
La coda ha una lunghezza che va dagli 8 ai 12 cm. Il corpo varia da 22 a 32 cm. I maschi sono molto più grandi delle femmine. Il corpo è lungo e snello, con corte zampe.
La sua caratteristica principale è quella di cambiare il colore della pelliccia di stagione in stagione. 
In estate, è bruno rossastro nella parte superiore del corpo e bianco nella parte inferiore, con sfumature giallastre e nere. La punta della coda è nera.
In inverno la pelliccia diventa totalmente bianca, tranne la punta della coda che rimane nera.
La sua pelliccia è stata molto ricercata, soprattutto nella variante bianca, per l'industria della pellicceria, scatenando una vera e propria caccia, che ha causato una grande riduzione della popolazione.
L'ermellino ha una dieta carnivora e mangia piccoli animali selvatici come lepri, roditori (scoiattoli e topi), uccelli, rettili e animali invertebrati.

## Distribuzione e habitat
Ha una ampia diffusione in tutto l'emisfero settentrionale, dal Nord America all'Europa all'Asia, estendendosi dalla zona temperata sino alla regione artica. È stato introdotto in Nuova Zelanda, nel tentativo, mal riuscito, di controllare l'espansione dei conigli, e si è rivelato un pericolo per la sopravvivenza di molte specie di uccelli, di cui preda voracemente le uova per cui è stato inserito nell'elenco delle 100 tra le specie invasive più dannose al mondo.
In Italia è presente, con un areale frammentato, solo sull'arco alpino.
L'ermellino vive soprattutto nei boschi, ma è molto adattabile e si può trovare anche nelle brughiere, nelle praterie e lungo le siepi.

## Ecologia
Questo carnivoro utilizza una vasta gamma di ambienti, preferendo quelli che gli offrono una maggiore disponibilità di rifugi
naturali per la presenza di vegetazione arbustiva e di pietre. La specie è quindi presente nelle foreste con ricco sottobosco, nelle pietraie, o nella prateria alpina fino ad un'altitudine di 3500 metri.

## Biologia

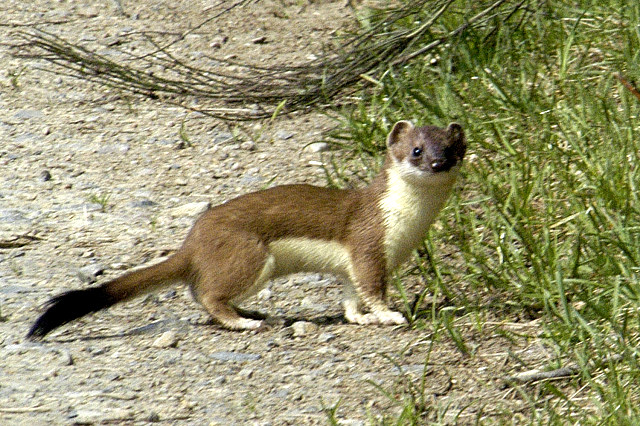
Esemplare con mantello estivo

L'attività dell'ermellino si svolge sia di giorno sia di notte. Fra i carnivori è senz'altro una delle specie più facilmente osservabili in natura, sia a causa della sua attività diurna sia a causa del suo temperamento curioso.
Può infatti accadere che, avvistato un estraneo, l'ermellino si nasconda immediatamente, per poi ricomparire all'improvviso nell'intento di controllare i movimenti dell'intruso.

### Riproduzione
Il periodo degli amori può verificarsi sia in primavera sia in estate. Nel primo caso si ha una gestazione normale che dura circa due mesi. Nel secondo caso invece si assiste a una gestazione, apparentemente molto lunga, della durata di 8-12 mesi; ciò permette di adeguare le date di nascita alle migliori condizioni ambientali per lo sviluppo dei piccoli.
Nel secondo tipo di gestazione lo sviluppo dell'ovocita fecondato prosegue per 14 giorni dopodiché vi è un periodo di quiescenza,
cioè un arresto nella crescita, che dura parecchi mesi; successivamente l'embrione si impianta nell'utero e si sviluppa normalmente. La femmina partorisce 5 o 6 piccoli nei luoghi più disparati: fessure nella roccia, cavità naturali nel terreno, pietraie o anche angoli nascosti di case o malghe abbandonate.
Costruisce le sue tane sotto terra, in lunghi cunicoli, dove si rifugia immediatamente in caso di pericolo. Se minacciato, produce un forte e sgradevole odore di muschio dalle ghiandole anali.

### Alimentazione

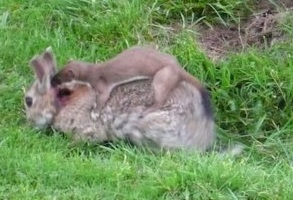
Ermellino nell'atto di uccidere un coniglio

La dieta dell'ermellino, essenzialmente di tipo carnivoro, comprende piccoli roditori (in particolare l'arvicola delle nevi) oltre a uccelli, anfibi, rettili e invertebrati. L'animale esplora attentamente l'ambiente in cerca delle tracce della propria preda, utilizzando in particolare l'olfatto. Avvistata la preda, l'ermellino si avvicina a essa con molta circospezione e, tramite un balzo fulmineo, l'afferra a livello della nuca per provocarne la morte istantanea. Con questa tecnica l'ermellino può uccidere prede grandi cinque volte la sua misura, come i conigli.  L'animale ucciso viene immediatamente divorato oppure trasportato nella tana dove costituisce una riserva alimentare.

## Sottospecie
Ne sono state descritte numerose sottospecie:
- M. e. erminea
- M. e. alascensis
- M. e. algiricus
- M. e. anguinae
- M. e. angustidens
- M. e. arctica
- M. e. audax
- M. e. bangsi
- M. e. celenda
- M. e. fallenda
- M. e. ferghanae
- M. e. gulosa
- M. e. haidarum
- M. e. herminea
- M. e. hibernica
- M. e. imperii
- M. e. initis
- M. e. invicta
- M. e. kadiacensis
- M. e. kanei
- M. e. labiata
- M. e. leptus
- M. e. lymani
- M. e. microtis
- M. e. mortigena
- M. e. muricus
- M. e. nippon
- M. e. olympica
- M. e. orientalis
- M. e. polaris
- M. e. pusilla
- M. e. richardsonii
- M. e. rixosa
- M. e. salva
- M. e. seclusa
- M. e. semplei
- M. e. streatori
- M. e. vulgaris
- M. e. whiteheadi

## Specie simili
L'ermellino è molto simile alla donnola (Mustela nivalis); quest'ultima si distingue per le dimensioni inferiori, il profilo della demarcazione dorso-ventrale generalmente sfrangiato anziché lineare e la punta della coda mai nera, ma marrone come le parti superiori del corpo. La zona ventrale è invece bianca.

## L'ermellino nell'arte e nella storia

La Dama con l'ermellino, celebre dipinto di Leonardo da Vinci.

La pelliccia invernale dell'ermellino è largamente impiegata in araldica col nome di armellino, dove è sin dai tempi antichi simbolo di regalità e di alto rango per l'alto prezzo che tale pelliccia aveva nel mercato. Storicamente simbolo del ducato di Bretagna, in Europa la pelliccia dell'ermellino è parte della veste ufficiale dei membri della camera dei lord inglesi nonché dell'abito accademico delle università di Oxford e Cambridge. In Italia l'ermellino è un attributo dei giudici di Cassazione. Attualmente, in sostituzione, viene utilizzato solitamente del pelo di coniglio. Alcuni prelati della chiesa cattolica come canonici o prevosti, oltre a vescovi, cardinali hanno utilizzato in passato mozzette o almuzie, realizzate o bordate d'ermellino, sempre come simbolo di rispetto e distinzione; in particolare il Papa usava il camauro di velluto o di raso appunto bordato di pelliccia bianca di ermellino.
Il rinascimentale Ordine dell'Ermellino era una istituzione cavalleresca che si rifaceva proprio a questo animale; dell'onorificenza vennero insigniti personaggi d'alto rango come il duca di Milano, Ludovico il Moro. Il simbolo dell'ermellino campeggia, inoltre, nello stemma araldico di Giovanni Andrea da Lampugnano (sicario e uccisore nel 1476 di Galeazzo Maria Sforza) che è così composto: a destra la lupa e a sinistra la Mustela Alpina detta, in volgare, ermellino.